# Primeira presidência de Donald Trump
O primeiro mandato como presidente de Donald Trump iniciou-se em 20 de janeiro de 2017, no dia em que tomou posse como 45.º Presidente dos Estados Unidos, e concluiu-se em 20 de janeiro de 2021. Trump, um republicano, era um conhecido homem de negócios de Nova York na época de sua vitória na eleição presidencial de 2016 sobre a democrata e ex-Secretária de Estado Hillary Clinton, enquanto Trump perdeu no voto popular por quase 3 milhões de votos, ele ganhou a votação no Colégio Eleitoral por 304 a 227 votos, as agências de inteligência americanas apontaram que houve interferência russa nas eleição com o objetivo de favorecer o então candidato Donald Trump. Aos 70 anos, Trump é a pessoa mais velha da história a assumir a presidência dos Estados Unidos, ele anunciou em 2019 sua candidatura para reeleição com o fim de realizar um segundo mandato, logo se reeleito, o seu segundo mandato terminaria em 20 de janeiro de 2025. Contudo, tendo perdido a eleição presidencial, Trump deixou o cargo em janeiro de 2021.
Na política interna, Trump revogou as proteções ambientais destinadas a enfrentar as mudanças climáticas antropogênicas. Ele retirou os EUA do Acordo de Paris sobre a redução de emissões de gases estufa devido ao seu impacto no meio ambiente e pediu subsídios para aumentar a produção de combustíveis fósseis, chamando as mudanças climáticas provocadas pelo homem de fraude. Trump falhou em seus esforços para revogar o chamado "Obamacare", mas assinou um decreto que muda o limite de tempo pelo qual pessoas podem utilizar planos de saúde de curto prazo. Ele promulgou uma revogação parcial da "Lei Dodd-Frank", que antes impunha restrições mais rígidas aos bancos após a crise financeira de 2008, também assinou uma lei que reduziu os impostos corporativos e imobiliários e a maioria das taxas de imposto de renda individuais em caráter temporário. Ele promulgou tarifas sobre as importações de aço e alumínio e outros bens, provocando tarifas de retaliação do Canadá, México e União Européia, além de provocar uma guerra comercial com a China.
A política externa de Trump era conhecida como "América Primeiro" por sempre priorizar os Estados Unidos em todas as negociações, logo sua política externa é repleta de decisões unilaterais, desconsiderando o conselho e o apoio de aliados tradicionais, ao mesmo tempo que aproxima os Estados Unidos de outros como a Arábia Saudita e Israel. O governo de Trump concordou em vender 110 bilhões de dólares em armas para a Arabia Saudita, retirou os Estados Unidos da Parceria Transpacífica, reconheceu Jerusalém como capital de Israel, retirou os EUA do acordo nuclear com o Irã e emitiu uma polêmica ordem executiva negando a entrada nos EUA para cidadãos de vários países de maioria muçulmana. A demanda de Trump pelo financiamento federal para a construção de um muro na fronteira México-EUA resultou na paralisação do governo americano entre 2018 e 2019 (a maior paralisação na história do país) com o objetivo de pressionar o Congresso americano e fazer com que eles liberem o financiamento aprovando um novo orçamento federal, após o fim da paralisação ele declarou emergência nacional na fronteira, novamente com o objetivo de pressionar os membros do Congresso.
O índice de aprovação de Trump foi estável, oscilando entre 30 e 40% em toda a sua presidência, já o índice de aprovação das políticas de seu governo sobre a economia se manteve alto durante a maior parte de sua gestão oscilando entre 50 e 60% até 2019 antes da Crise do Covid jogar a economia do país em recessão. Em julho de 2019, o índice de desemprego caiu para 3,6%, o menor desde 1969. Sua aprovação chegou a superar a aprovação do governo de Barack Obama comparando os dois primeiros anos de mandato de ambas presidências. Ele foi descrito como parte do populismo contemporâneo. A popularidade de Trump declinou com a crise da Pandemia de COVID-19 nos Estados Unidos, que não só levou o país a uma recessão econômica, mas também gerou críticas a postura do governo e de Trump com relação a situação. Como resultado, o presidente deixou a Casa Branca, em janeiro de 2021, como um dos líderes americanos mais impopulares da história recente do país.
Trump foi eleito para um segundo mandato não consecutivo em 2024 e iniciou seu segunda mandato em 20 de janeiro de 2025.

## Antecedentes

### Eleição presidencial de 2016

Ao conquistar 304 dos 538 votos eleitorais, Trump derrotou Hillary Clinton na eleição presidencial de 2016.
Donald Trump
Hillary Clinton

A chapa republicana de Donald Trump (de Nova Iorque) e Mike Pence (de Indiana) venceu a eleição presidencial estadunidense de 2016, derrotando a chapa democrata encabeçada pela ex-Senadora e ex-Secretária de Estado Hillary Clinton e o senador Tim Kaine. Trump recebeu 304 votos eleitorais em detrimento dos 227 recebidos por Clinton, apesar de que esta última tenha recebido maior número de votos populares, recebendo cerca de 2,9 milhões de votos a mais que Trump.
Trump tornou-se o quinto e candidato presidencial na história do país a vencer as eleições sem vencer no voto popular, seguindo o feito de John Quincy Adams (em 1824), Rutherford B. Hayes (em 1876), Benjamin Harrison (em 1888) e George W. Bush (em 2000). Apesar do Partido Republicano perder dois assentos no Senado e seis assentos na Câmara dos Representantes, manteve a maioria em ambas as câmaras na formação do 115º Congresso dos Estados Unidos. Por outro lado, Trump alegou publicamente uma fraude eleitoral por Clinton durante a contagem de votos, exigindo maiores investigações, porém nenhuma investigação concluiu que houve fraude eleitoral.
Nas eleições intercalares de 2014, o também republicano Mitch McConnell, do Kentucky, se tornou Líder da Maioria do Senado, enquanto o democrata Chuck Schumer, de Nova Iorque, sucedeu a Harry Reid (de Nevada) como Líder da Minoria. A democrata Nancy Pelosi permaneceu como Líder da Minoria dos Representantes, enquanto o republicano Paul Ryan permaneceu como Presidente da Câmara dos Representantes. Logo, ambas casas do Congresso estavam sob o controle dos republicanos, o que deu mais facilidade ao governo de Trump nos dois primeiros anos de mandato.

### Período de transição e posse

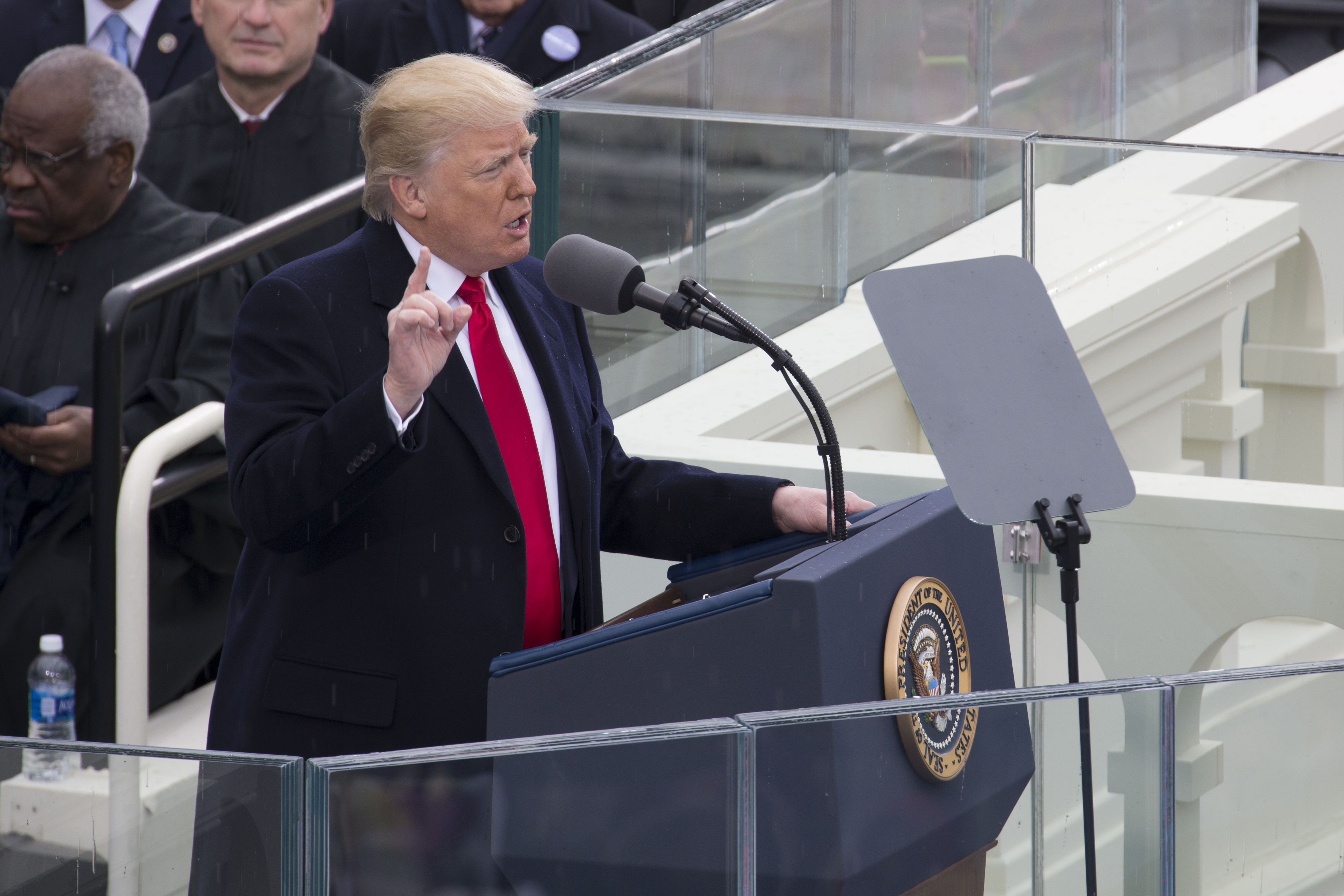
Trump em seu discurso inaugural momentos após seu juramento de posse, em 20 de janeiro de 2017.

Pouco antes da eleição, Trump anunciou Chris Christie como líder de sua equipe de transição. Após a eleição, o Vice-presidente-eleito Mike Pence assumiu a chefia da equipe transicional, enquanto Christie passou a coordená-la ao lado do senador Jeff Sessions (do Alabama), o tenente-general Michael T. Flynn, o ex-prefeito de Nova Iorque Rudy Giuliani, o ex-candidato presidencial Ben Carson e o ex-Representante Newt Gingrich. A equipe de transição de Trump lançou o website Greatagain.gov para promover as propostas do então presidente eleito e comunicar-se com o público em geral. Logo após a confirmação de sua vitória eleitoral, Trump deu início à formação de seu gabinete de governo.
Donald Trump foi empossado em 20 de janeiro de 2017, logo após a posse de Mike Pence como Vice-presidente. Acompanhado de sua esposa, Melania, Trump prestou seu juramento perante o Chefe de Justiça John Roberts no Capitólio dos Estados Unidos. Em seu discurso inaugural, o presidente deu um tom populista ao condenar "políticos federalistas que prosperam enquanto os trabalhos e companhias deixam o país". Ele prometeu que "cada decisão sobre comércio, impostos, imigração e relações exteriores" seriam tomadas "em benefício de trabalhadores e empresas estadunidenses". Ao assumir com 70 anos de idade, Trump tornou-se a pessoa mais velha a assumir o cargo mais importante do executivo estadunidense, sendo também o primeiro presidente sem nenhum histórico político ou militar prévio.

## Gabinete Presidencial
Dias após a eleição presidencial, Trump anunciou a nomeação do Presidente do Comitê Nacional Republicano, Reince Priebus como Chefe de Gabinete da Casa Branca e também nomeou Steve Bannon para o cargo de estrategista-chefe, ambos cargos não necessitam de aprovação do Senado. Priebus e Bannon foram nomeados como "pares" na estrutura hierárquica da Casa Branca de Trump, apesar de Bannon não integrar formalmente o gabinete.
Em 18 de novembro, Trump anunciou sua primeira nomeação ao gabinete, ao apontar o senador Jeff Sessions como Procurador-geral. Trump continuou a designar os cargos em novembro, dezembro e janeiro. O ex-Governador da Geórgia, Sonny Perdue, foi anunciado como Secretário de Agricultura em 19 de janeiro, concluindo a primeira etapa de nomeações ao gabinete presidencial. Trump foi o primeiro presidente estadunidense a beneficiar-se da "Reforma do Filibusterismo" de 2013, que buscou aliviar o uso de clotagem nas nomeações ao Executivo e Judiciário federal, reduzindo a quantidade mínima necessária para invocar de uma maioria absoluta de 3/5 para uma maioria simples.
Em 8 de fevereiro de 2017, Trump possuía menor confirmação de gabinete do que qualquer outro presidente, com exceção de George Washington à mesmo época de sua presidência. No mesmo dia, o presidente anunciou formalmente sua estrutura de gabinete, elevando os cargos de Diretor de Inteligência Nacional e Diretor da Agência Central de Inteligência a cargos de gabinete executivo. Em contrapartida, removeu a presidência do Conselho de Assessores Econômicos, que havia sido incluída no gabinete presidencial pelo antecessor Barack Obama em 2009. Por fim, o gabinete presidencial de Donald Trump é composto por 24 membros - o maior gabinete desde o governo de Bill Clinton.

### Gabinete no início do mandato
| Cargo                     | Incumbente     | Cargo                           | Incumbente        |
| ------------------------- | -------------- | ------------------------------- | ----------------- |
| Presidente                | Donald Trump   |                                 |                   |
| Vice-presidente           | Mike Pence     |                                 |                   |
| Secretário de Estado      | Rex Tillerson  | Secretário de Habitação         | Ben Carson        |
| Secretário do Tesouro     | Steven Mnuchin | Secretário de Transportes       | Elaine Chao       |
| Secretário de Defesa      | James Mattis   | Secretário de Energia           | Rick Perry        |
| Procurador-geral          | Jeff Sessions  | Secretário dos Veteranos        | David Shulkin     |
| Secretário do Interior    | Ryan Zinke     | Secretário de Segurança Interna | John F. Kelly     |
| Secretário de Agricultura | Sonny Perdue   | Chefe de Gabinete               | Reince Priebus    |
| Secretário do Comércio    | Wilbur Ross    | Embaixador às Nações Unidas     | Nikki Haley       |
| Secretário do Trabalho    | Alex Acosta    | Representante de Comércio       | Robert Lighthizer |
| Secretário de Saúde       | Tom Price      | Diretor de Inteligência         | Dan Coats         |
| Secretário de Educação    | Betsy DeVos    | Diretor da CIA                  | Mike Pompeo       |

### Demissões e renúncias
Nos 13 primeiros meses da presidência de Donald Trump, houve um número maior de demissões de funcionários da Casa Branca do que nas gestões dos quatro presidentes anteriores tinham nos dois primeiros anos de suas respectivas administrações. Em março de 2018, uma pesquisa comparou os funcionários da Casa Branca nos 13 primeiros meses do governo Trump e no início de sua gestão, o estimado foi que apenas 43% continuavam a trabalhar no local.

#### 2017
Em janeiro de 2017, Em julho de 2017, John F. Kelly, que serviria como Secretário de Segurança Interna, substituiu Reince Priebus como Chefe de Gabinete. Steve Bannon foi demitido em agosto de 2017, deixando Kelly como um dos indivíduos mais poderosos da Casa Branca. Em setembro de 2017, Tom Price renunciou ao cargo de Secretário de Saúde e Serviços Humanos em meio a críticas sobre o uso de jatos privados para suas viagens pessoais, Don J. Wright substituiu Price de maneira interina até que Eric Hargan foi anunciado para o cargo. Kirstjen Nielsen sucedeu o espaço vago de Kelly como secretária de Segurança Interna em dezembro de 2017.

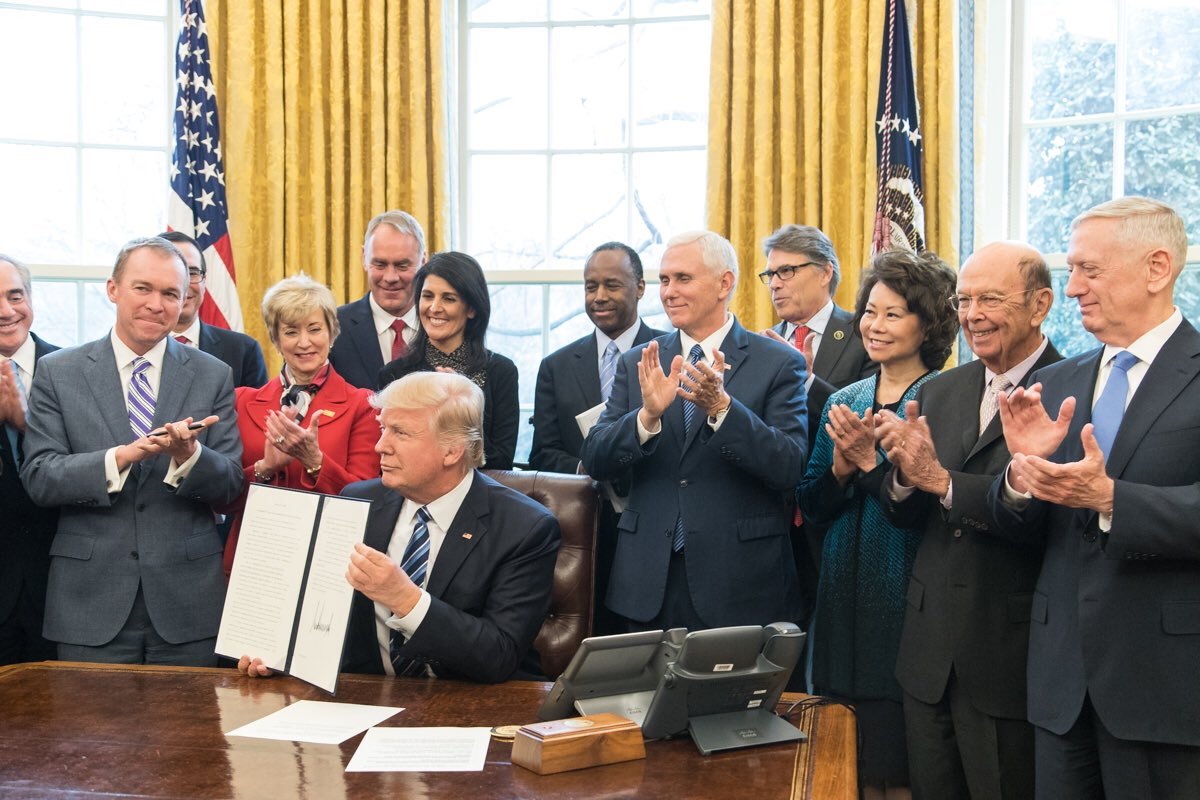
Trump se reunindo com seu gabinete no começo do seu governo.

#### 2018
O Secretário de Estado Rex Tillerson foi demitido por meio de um tweet em março ; Trump nomeou o Diretor da CIA Mike Pompeo para substitui-lo e Gina Haspel para suceder Pompeo como diretor da CIA. Após uma série de controvérsias, Scott Pruitt renunciou ao cargo de administrador da Agência de Proteção Ambiental em julho. O vice-administrador Andrew Wheeler está programado para atuar como administrador desde 9 de julho. Em outubro a Embaixadora ás Nações Unidas Nikki Haley anunciou sua saída do cargo, em seu lugar Heather Nauert foi indicada para o cargo. Em novembro, Trump demitiu o Procurador-Geral Jeff Sessions por de acordo com ele atrapalhar as investigações sobre influência russa nas eleições presidenciais de 2016, após sua saída Matthew Whitaker assumiu o cargo interinamente. Em dezembro, John Kelly deixou o cargo de Chefe de Gabinete e em seu lugar assumiu interinamente Mick Mulvaney.

#### 2019
Em janeiro o Secretário do Interior Ryan Zinke deixou o cargo devido a sua demissão, em seu lugar assumiu interinamente David Bernhardt. Em fevereiro, Heather Nauert desistiu da indicação para embaixadora na ONU, logo assumiu ao cargo o diplomata Jonathan Cohen. Também em fevereiro, William Barr assumiu o cargo de Procurador-Geral, o cargo vinha sendo comandado interinamente por Matthew Whitanaker desde a demissão de Jeff Sessions. Em abril de 2019, Trump comunicou a demissão da Secretária de Segurança Interna Kirstjen Nielsen devido a insatisfação do governo em quanto a sua atuação na fronteira no sul do país, em seu lugar assumiu Kevin McAleenan de maneira interina. Também em abril, após ser confirmado pelo Senado, David Bernhardth assumiu  oficialmente o cargo de Secretário de Interior, cargo que foi comandado por Ryan Zinke até janeiro do mesmo ano.

#### Demissão de Michael Flynn
A demissão do Conselheiro de Segurança Nacional da Casa Branca, Michael Flynn, ocorreu em janeiro de 2017 e foi uma das mais polêmicas de toda a presidência de Donald Trump. Flynn deixou o governo  sob a alegação de que ele mentiu ao Vice-presidente Pence sobre suas comunicações com o embaixador russo nos EUA, Sergey Kislyak, sua demissão ocorreu em meio à controvérsia da interferência russa na eleição presidencial de 2016 e as acusações de que Trump e sua equipe eleitoral estavam em conluio com agentes russos com o objetivo de elege-lo Presidente. Em maio do mesmo ano, a ex-Procuradora-Geral (que atuou de maneira interina no início da administração Trump) Sally Yates testemunhou perante o Subcomitê de Crime e Terrorismo do Senado sobre sua fala em janeiro ao Conselheiro da Casa Branca, Don McGahn, sobre o fato de que Flynn mentiu ao vice-presidente e a outras autoridades da Casa Branca sobre suas comunicações com o embaixador russo e disse que isso faria dele um potencial colaborador da Rússia dentro do governo americano. Flynn deixou o cargo duas semanas depois após o jornal americano The Washington Post vazar a notícia.

#### Demissão de James Comey
Em 9 de maio de 2017, Trump demitiu o diretor do FBI, James Comey, afirmando que ele havia aceitado as recomendações do então Procurador-Geral Jeff Sessions e do Procurador-Geral Adjunto (que atua como vice-procurador-geral) Rod Rosenstein para demitir Comey. A recomendação de Sessions estava baseada na de Rosenstein, sua recomendação dizia que Comey deveria ser demitido devido a sua suposta manipulação da conclusão da investigação do FBI sobre os controvérsia dos emails de Hillary Clinton.
Em 10 de maio Trump conheceu o Ministro das Relações Exteriores da Rússia,Sergey Lavrov, e o embaixador russo nos EUA, Sergey Kislyak. Baseado nas anotações da reunião da Casa Branca, Trump disse ao russos: "Eu acabei de demitir o chefe do FBI, ele era louco, um verdadeiro maluco...Eu enfrentei uma grande pressão por causa da Rússia. Essa pressão diminuiu." Em 11 de maio, Trump disse em uma entrevista de vídeo: "... independentemente da recomendação, eu ia demitir Comey... na verdade, quando eu decidi apenas fazer isso, eu disse para mim mesmo, eu disse, você sabe que essa coisa russa entre Trump e Rússia é uma história inventada." No dia 18 de maio, Rosenstein disse aos membros do Senado que ele recomendou a demissão de Comy, sabendo que Trump já havia decidido demiti-lo. Em 31 de maio, Trump falou no Twitter: "Eu nunca demiti James Comey por causa da Rússia!"
A mídia americana e parte da mídia brasileira chegaram a comparar a demissão de Comey com as do popularmente conhecido "Massacre da noite de sábado" no governo de Richard Nixon e debateram se Trump havia criado uma crise constitucional ao demitir o homem que liderava uma investigação sobre seu possível conluio na eleição presidencial de 2016.

#### Renúncia de Jim Mattis
O Secretário de Defesa James Mattis (mais conhecido como Jim Mattis) anunciou sua renúncia após o inesperado anúncio de Trump de que 2.000 soldados americanos remanescentes na Síria devido ao combate contra o Estado Islâmico seriam retirados do país, o anúncio ocorreu sob protesto de seus assessores civis e militares. Em sua carta de demissão, Mattis criticou a visão de mundo do Presidente Trump, elogiando a OTAN, que Trump regularmente ridiculariza, assim como a coalizão internacional contra o Estado Islâmico, que Trump havia decido abandonar. Patrick Shanaham substituiu Mattis e assumiu o cargo de Secretário de Defesa interinamente a partir de 1 de janeiro de 2019.

## Presidência

### Primeiros 100 dias

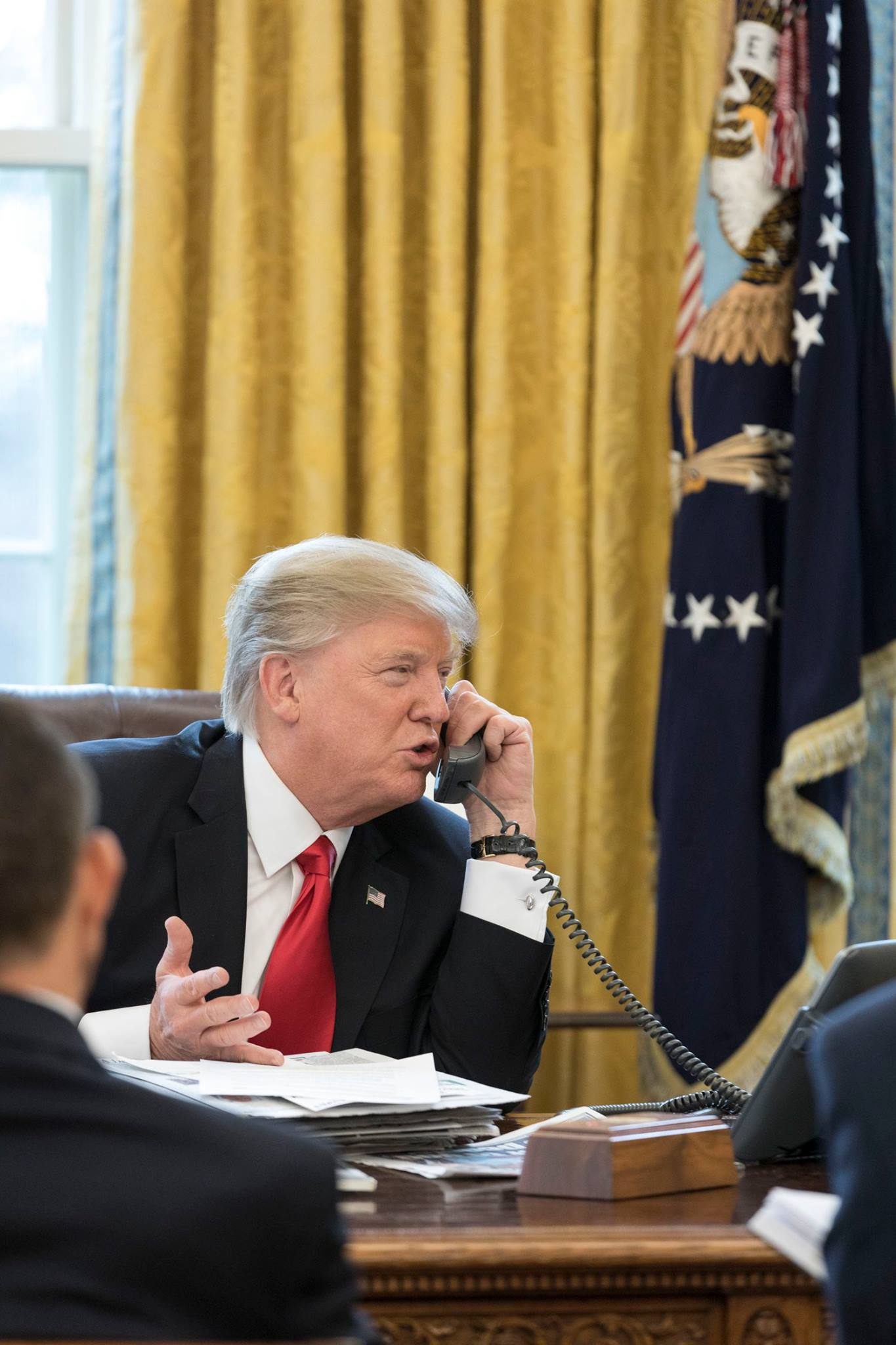
Trump em 29 de janeiro de 2017.

Os primeiros 100 dias da presidência de Donald Trump começaram quando ele fez o juramento ao meio-dia do dia 20 de janeiro de 2017 e durará até 29 de abril de 2017. Os primeiros 100 dias de um mandato presidencial assumiram um significado simbólico durante o primeiro mandato do presidente Franklin D. Roosevelt e o período é considerado um ponto de referência para medir o sucesso inicial de um presidente.
Em seu primeiro dia no escritório, Trump assinou uma ordem executiva que impõe que todas as agências federais minimizem "os cargos econômicos e regulatórios injustificados" do Patient Protection and Affordable Care Act (Obamacare). Trump também ordenou um congelamento de todos os novos regulamentos que as agências tinham trabalhado durante a administração anterior. Em 23 de janeiro, Trump assinou uma ordem executiva de retirada dos Estados Unidos da Parceria Transpacífico, um acordo de livre comércio não ratificado. Nesse mesmo dia, ele assinou outra ordem para reinstalar a chamada "Política da Cidade do México", que corta recursos federais que seriam direcionados para ONGs pró-aborto. Além disto, uma terceira ordem congelou as contratações federais. Em 24 de janeiro, Trump assinou outra série de ações executivas, incluindo uma ordem executiva projetada para acelerar "projetos de infraestrutura de alta prioridade", bem como dois memorandos presidenciais que apoiam a construção dos controversos gasodutos Keystone XL e Dakota Access. Em 25 de janeiro, ele assinou uma ordem executiva para que o Departamento de Segurança Interna dos Estados Unidos começasse a construir um muro na fronteira México-Estados Unidos. Em 27 de janeiro, Trump proibiu que ex-funcionários do governo fizessem lobby para agências para as quais haviam trabalhado por um período de cinco anos. Em 31 de janeiro, Trump nomeou Neil Gorsuch para preencher uma vaga na Suprema Corte.

### Ordem de imigração

Nações afetadas pela Ordem Executiva 13769 (Iémen, Irã, Iraque, Líbia, Síria, Somália e Sudão), que restringe a entrada de mais de 200 milhões de pessoas aos Estados Unidos.

Em 27 de janeiro, citando preocupações de segurança sobre o terrorismo, Trump assinou uma ordem executiva que suspende a admissão de refugiados por 120 dias; nega a entrada aos cidadãos do Iraque, do Irã, Líbia, Somália, Sudão, Síria e Iémen durante 90 dias; e prioriza os pedidos de refugiados com base em perseguição religiosa. Mais tarde, a administração inverteu uma parte da ordem, efetivamente isentando visitantes com green card. Dois nacionais iraquianos detidos à chegada apresentaram queixa. Vários juízes federais emitiram sentenças que restringiam partes da ordem de imigração, impedindo o governo federal de deportar visitantes já afetados. Em 30 de janeiro, Trump despediu a procuradora-geral interina Sally Yates depois que ela se recusou a cumprir a ordem; Yates foi substituída por Dana Boente. A imposição de Trump foi criticada por interferência inconstitucional no livre exercício da religião e negação ao devido processo legal e por incoerência, visto que a proibição omite algumas outras nações predominantemente muçulmanas a The Trump Organization faz negócios, ainda que alguns de seus cidadãos representem um risco tão grande quanto de "exportar" terrorismo para os Estados Unidos, como a Arábia Saudita, os Emirados Árabes Unidos e o Egito, de onde saíram 18 dos 19 terroristas que perpetraram os atentados de 11 de setembro em solo estadunidense (um ataque que foi idealizado pelo saudita Osama Bin Laden com a ajuda de um egípcio, Ayman al-Zawahri).

### Conselho de Segurança Nacional
Em 28 de janeiro, Trump reorganizou o Conselho de Segurança Nacional dos Estados Unidos em uma medida executiva, removendo o Chefe do Estado-Maior Conjunto e o Diretor de Inteligência Nacional de seu estatuto permanente no Comitê de Diretores, ao mesmo tempo em que elevou o Estratega-Chefe Steve Bannon ao estatuto permanente no comitê. O novo arranjo foi amplamente criticado.

### Ação militar na Síria

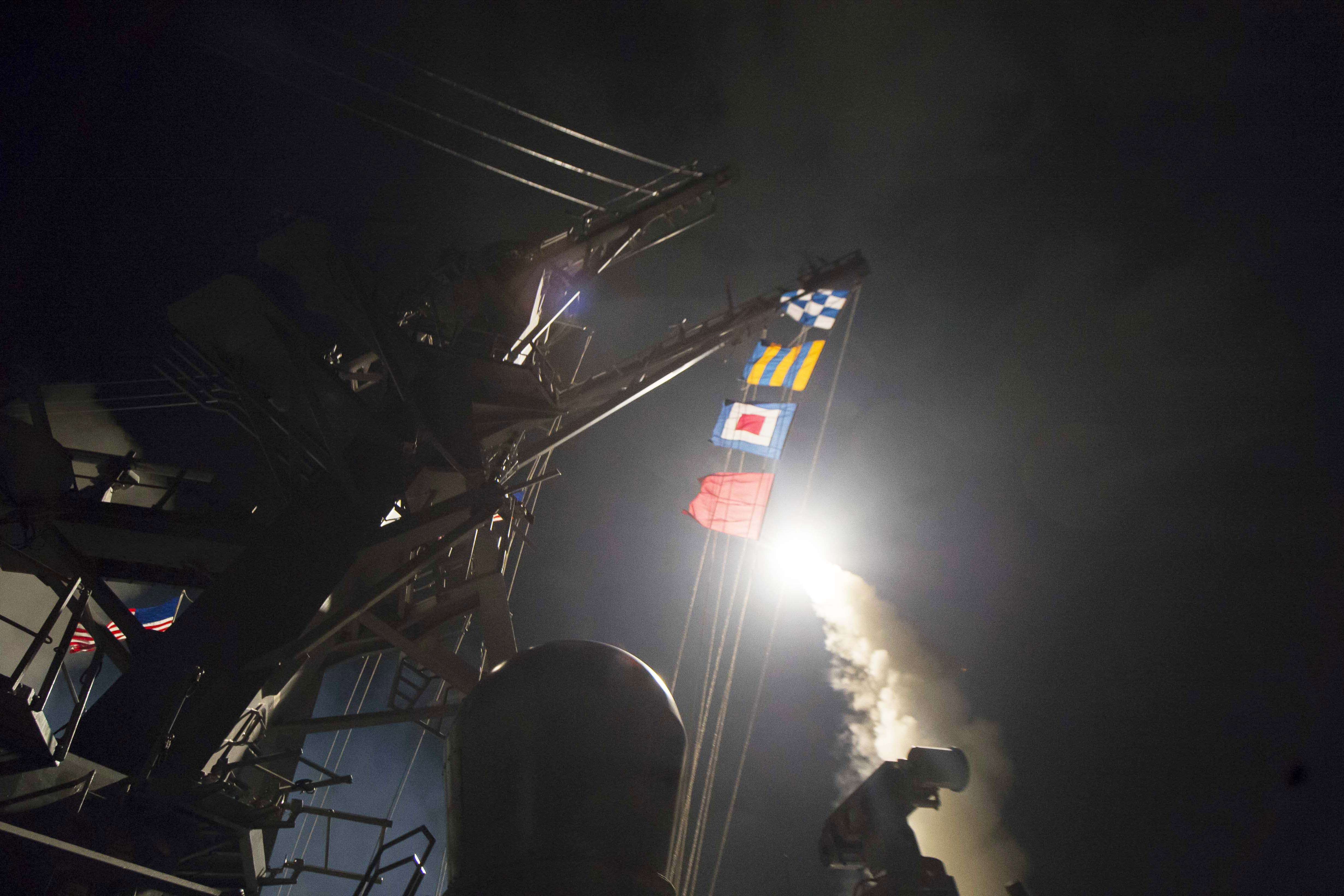
O USS Ross lança um míssil Tomahawk contra a Base Aérea de Shayrat, abril de 2017.

Em 4 de abril de 2017, divulgou-se que o governo sírio de Bashar al-Assad havia lançado um ataque químico contra civis na cidade de Khan Sheikhoun, região sob controle das forças rebeldes. Já de início, a administração Trump afirmou que os ataques não eram "algo que qualquer nação aceitaria ou toleraria". No dia seguinte, Trump reuniu-se com o Rei Abdullah II da Jordânia na Ala Oeste da Casa Branca, quando afirmou que sua "atitude para com a Síria e Assad mudou consideravelmente" e que "isto ultrapassou todos os limites, além do limite vital", em referência ao ultimato concedido pelo governo anterior ao regime sírio em 2013.
Em 6 de abril, Trump ordenou o lançamento de mísseis Tomahawk contra a Base Aérea de Shayrat, creditada como local de origem dos ataques químicos contra civis dias antes. Pouco após a emissão dos foguetes, Trump discursou ao povo estadunidense afirmando ser "do interesse vital da segurança nacional dos Estados Unidos prevenir e deter o uso de armas químicas". No entanto, grande parte da sociedade estadunidense saiu às ruas em protesto contra a decisão da Casa Branca.

### Furacão Harvey
Em 28 de agosto de 2017, o país foi atingido pelo Furacão Harvey enquanto Trump anunciava seu indulto a Joe Arpaio. O presidente reconheceu que a medida elevaria as taxas de aprovação na noite de sexta-feira, uma vez que o público estava focado na cobertura jornalística sobre a catástrofe. No dia seguinte, Trump visitou a cidade texana de Corpus Christi e discursou brevemente sobre o trabalho dos senadores Ted Cruz e John Cornyn e do Governador Greg Abbott junto à Casa Branca. Durante a viagem, Trump considerou não visitar a cidade de Houston ou reunir-se com vítimas do furacão, alegando evitar uma maior conturbação na região. Em 31 de agosto, Trump doou pessoalmente 1 milhão de dólares às vítimas da tempestade sem especificar, no entanto, os detalhes da medida. Em 6 de setembro, a Casa Branca publicou uma lista de instituições às quais a verba seria destinada.

### Primeiro processo deimpeachment

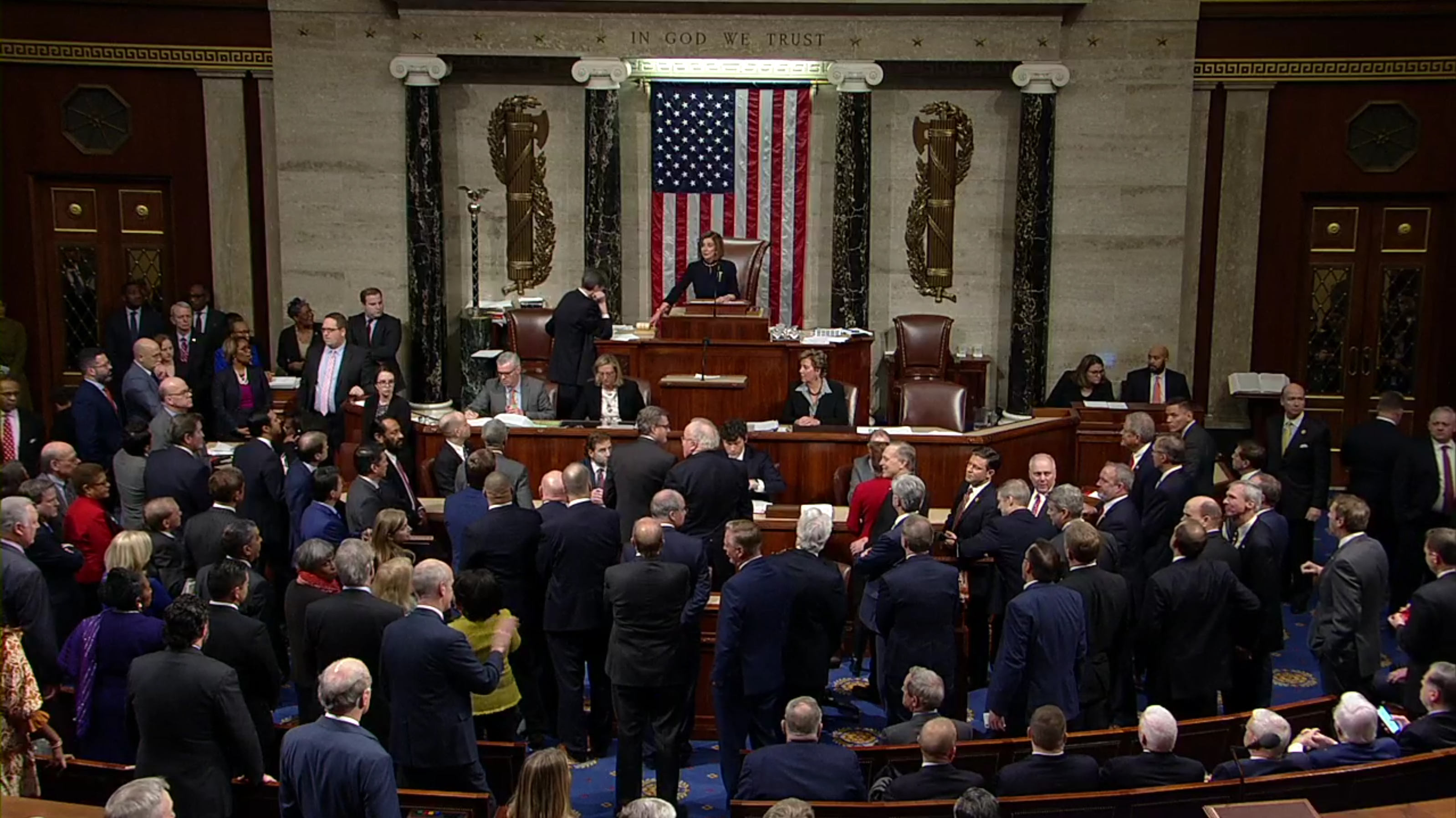
A Câmara dos Representantes votando a resolução do primeiro impeachment de Donald Trump.

No dia 24 de setembro de 2019, Nancy Pelosi anunciou formalmente o início do processo de impeachment a Donald Trump. Esta decisão deveu-se a uma chamada que o Presidente fez com Volodymyr Zelensky, Presidente da Ucrânia, onde, segundo um denunciante, Trump tinha tido uma conduta imprópria, devido a obrigar o Presidente ucraniano a começar uma investigação aos negócios de Joe Biden (candidato à presidência), ou Trump retirava a ajuda militar que os EUA davam à Ucrânia.
Depois de mais de dois meses de investigações e de testemunhos de oficiais, os Democratas no Congresso anunciaram que Trump iria ser acusado de abuso de poder e de obstrução do Congresso. No dia 18 de dezembro de 2019, a Câmara dos Representantes votou a favor das duas acusações, fazendo com que Trump estivesse oficialmente impugnado. O caso foi de seguida para o Senado, que julgou Trump. O julgamento no Senado demorou um mês a ser concluído, e quando acabou os Senadores votaram para absolver Trump das acusações, por 48-52 (na acusação de abuso de poder) e 47-53 (na acusação de obstrução ao Congresso). Como eram precisos 66 votos a favor das acusações para tirar Trump da Presidência, este foi absolvido.

## Estilo de liderança

### Relações com a imprensa

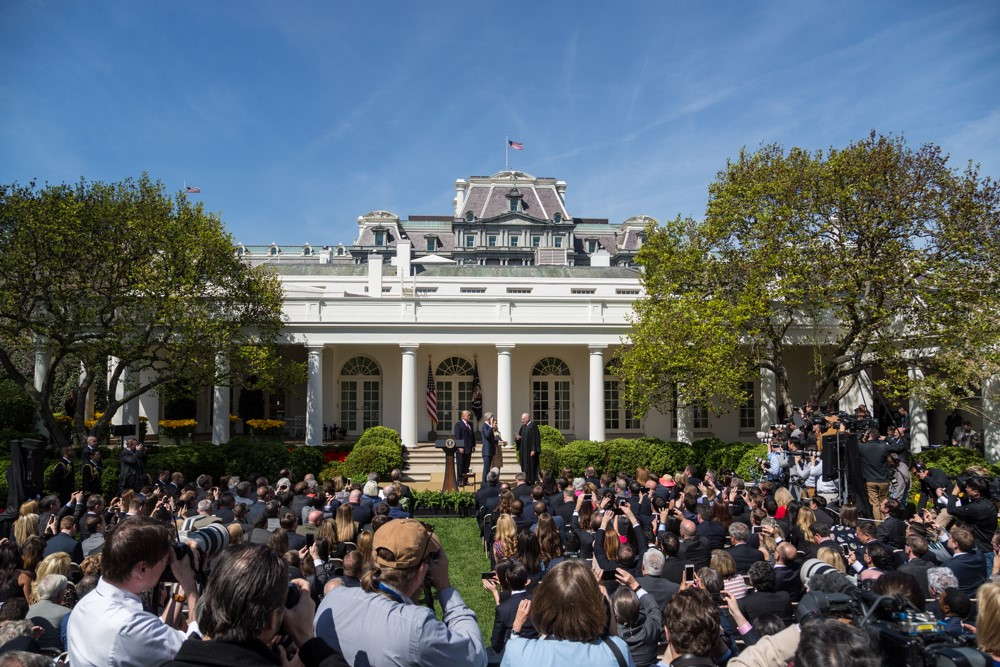
Jornalistas durante coletiva de imprensa de Donald Trump nos jardins da Ala Oeste, Casa Branca, março de 2017.

O início da presidência de Trump foi marcado pelos desencontros com a imprensa. No primeiro dia de governo, o presidente atacou abertamente a imprensa por supostamente relativizar o número de participantes em sua cerimônia de posse. Durante um evento na sede da Agência Central de Inteligência, Trump chamou a mídia de "um das mais desonestos seres humanos no planeta". Posteriormente, seu Secretário de Imprensa, Sean Spicer, liderou uma entrevista coletiva, onde voltou a afirmar que a cerimônia de posse em 2017 teria sido "a maior da história americana".
Em 16 de fevereiro, menos de um mês após sua posse, Trump liderou uma coletiva de imprensa na qual afirmou que a imprensa não representava a voz da população, mas por interesses especiais. O presidente alegou ainda que os líderes dos grupos de mídia do país estariam sendo "desonestos, fora de controle" e que estariam prestando um desserviço ao povo americano. No dia seguinte, chamou na rede social Twitter os jornais The New York Times, NBC, ABC, CBS e CNN de "inimigos do povo americano".
Também em 24 de fevereiro de 2017, Trump impediu que correspondentes dos jornais The New York Times, BuzzFeed News, Los Angeles Times e Politico, entre outros, participassem de uma reunião privativa com o Secretário de Imprensa Sean Spicer. Em represália, repórteres da revista Time e do jornal The Associated Press decidiram também boicotar o evento. A edição do jornal nova-iorquino descreveu a medida como "uma forma nada comum de estreitar relações com a Casa Branca", além de endossar uma declaração de protesto junto a outras edições.

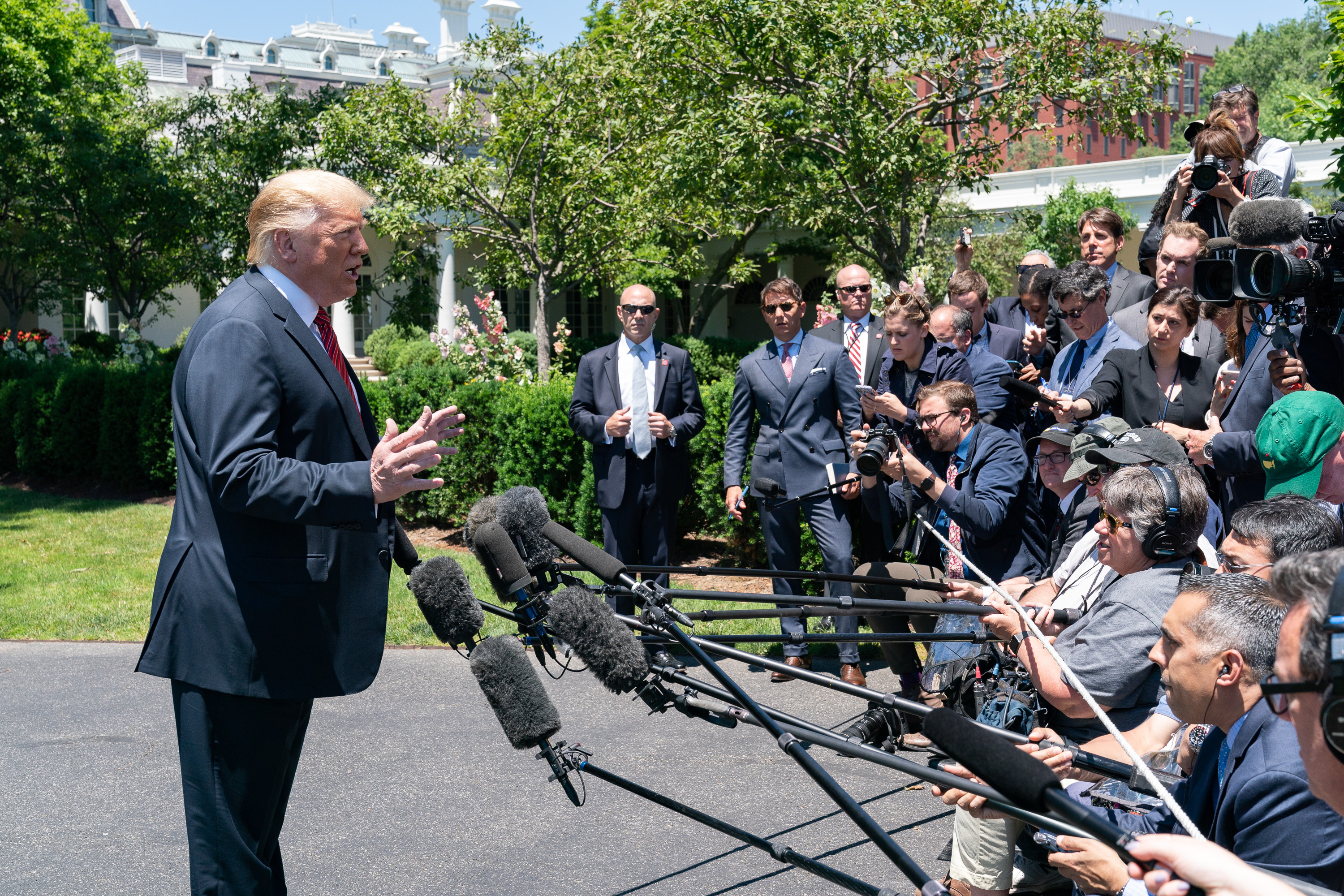
Trump com repórteres em junho de 2019.

Trump, tanto em particular quanto publicamente, falou sobre tirar as credenciais da imprensa da Casa Branca (apesar de, durante sua campanha, prometer não fazê-lo quando ele se tornasse presidente). Em contramão, a Casa Branca de Donald Trump deu credenciais de imprensa temporárias a órgãos considerados pró-Trump, de extrema-direita, como InfoWars e The Gateway Pundit, que são conhecidos por publicarem fraudes e teorias da conspiração relacionadas a política americana.
Em março de 2017, todas as principais redes de televisão americanas se recusaram a veicular um anúncio de campanha pago pela campanha presidencial de Trump de 2020, que incluía um gráfico afirmando que a grande mídia é "fake news", em tradução literal "notícia falsa". Em um comunicado, uma das redes que se recusou a veicular o anúncio, a CNN, disse que "solicitou que o anunciante removesse o gráfico com afirmações falsas de que a mídia tradicional é "fake news". Lara Trump, nora de Trump e assessora de sua campanha, chamou a rejeição de "precedente deprimente contra os direitos de liberdade de expressão" e "um ato de censura sem precedentes nos Estados Unidos que deve preocupar todos os cidadãos amantes da liberdade".

Em junho de 2019, Trump disse que um jornalista da Time pode ir para a prisão se "usar" uma foto tirada de uma carta que o líder norte-coreano, Kim Jong-un deu a Trump.

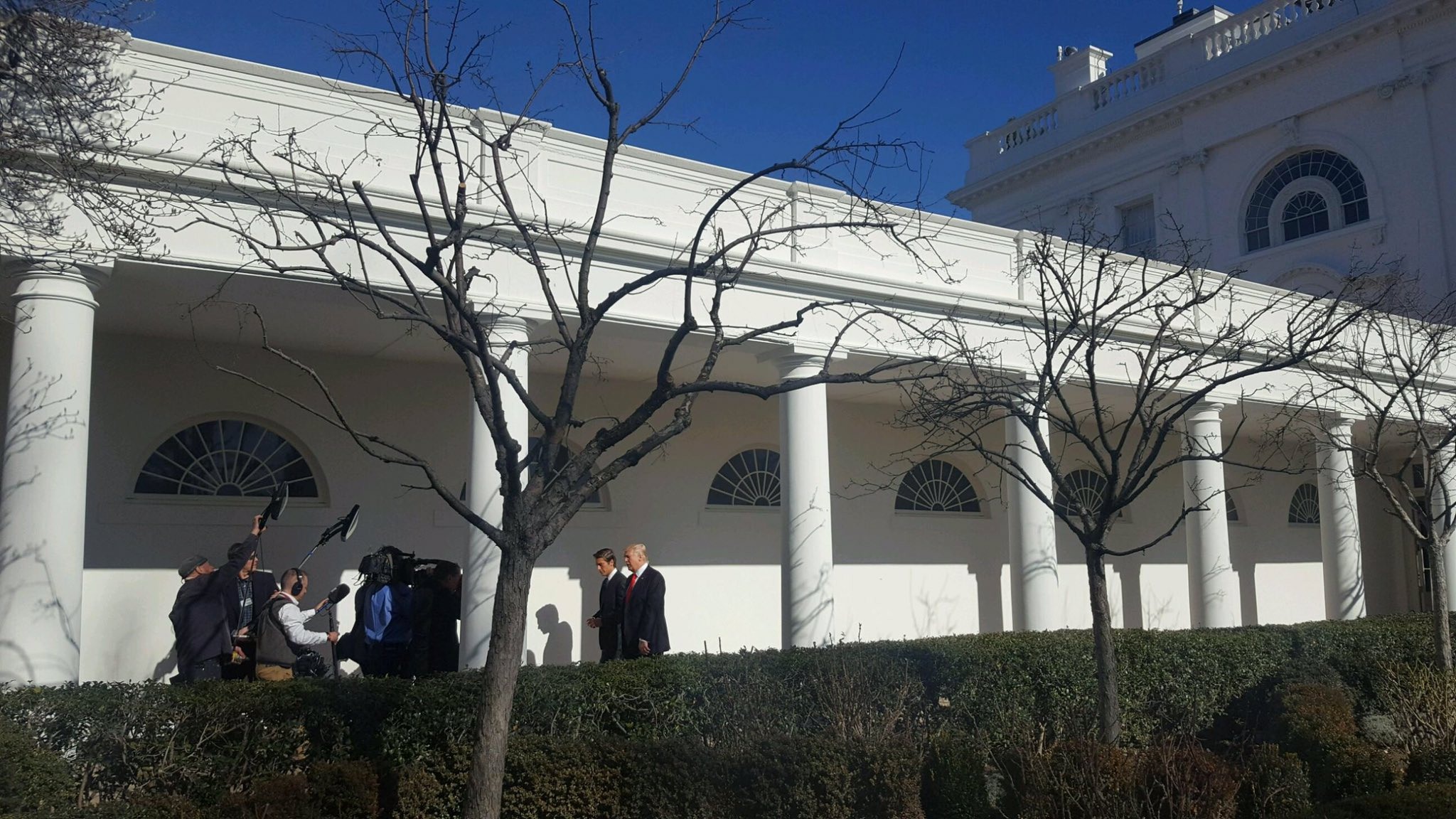
Donald Trump e o apresentador David Muir durante entrevista para a ABC, janeiro de 2017.

### Uso das redes sociais
Trump manteve o uso do Twitter publicamente após sua eleição, atualizando informações a partir de sua conta particular @realDonaldTrump, enquanto sua equipe atualiza informações a partir da conta @POTUS. No entanto, seu uso da rede social têm sido considerado não convencional por parte de um chefe de Estado devido especialmente ao tom assertivo com que redige a grande maioria das mensagens.
Seus constantes tweets têm sido considerados impulsivos e vingativos, e não raramente publicados em horários esparsos durante a madrugada. Sua publicação sobre o veto a entrada de islâmicos acabou sendo utilizada pela oposição contra sua administração para apoiar duas versões das restrições imigratórias. Trump têm utilizado as redes sociais para responder confrontações de seus opositores ou buscar apoio popular para determinadas medidas do governo. Ao mesmo tempo, algumas publicações têm sido em tom jocoso, como a que utilizou para criticar a participação de Arnold Schwarzenegger no programa televisivo The Celebrity Apprentice. Seus principais alvos nas redes sociais são a ex-concorrente eleitoral Hillary Clinton, seu antecessor Barack Obama e o então presidente mexicano Enrique Peña Nieto.

## Política interna

### Economia
O presidente Trump herdou uma economia saudável. No período que ele assumiu o cargo, os Estados Unidos estavam no seu período de expansão econômica contínua mais longa de sua história, que começou em junho de 2009 e continuou até fevereiro de 2020, quando veio a recessão causada pela pandemia de COVID-19.
As propostas econômicas de Trump foram alcunhadas de MAGAnomics ou Trumponomics e incluiam o corte de impostos, a desregulamentação, a elevação de tarifas sobre importação de produtos e o desmantelamento da Reforma de Wall Street, além da revogação da Lei de Proteção e Cuidado ao Paciente (conhecida como "Obamacare"). Durante sua campanha eleitoral, Trump havia proposto investimentos de US$ 1 trilhão de dólares em infraestrutura, como pontes, rodovias e aeroportos. A política econômica de Trump é conhecida pelo uso do protecionismo comercial com o objetivo de retaliar tarifas de outro países sob produtos americanos.
Pouco antes da eleição de Trump, os Estados Unidos possuíam uma taxa de desemprego de 4,9% e uma projeção de crescimento de 1,8% ao ano para 2016. Com um PIB de US$ 17,9 trilhões de dólares, de acordo com o Banco Mundial em 2015, o país representava pouco menos de 1/4 da economia mundial. Após rondar em cerca de 18.000 no dia da eleição de 2016, o Índice Industrial do Dow Jones atingiu 20.000 pouco após a posse de Trump em 20 de janeiro de 2017.

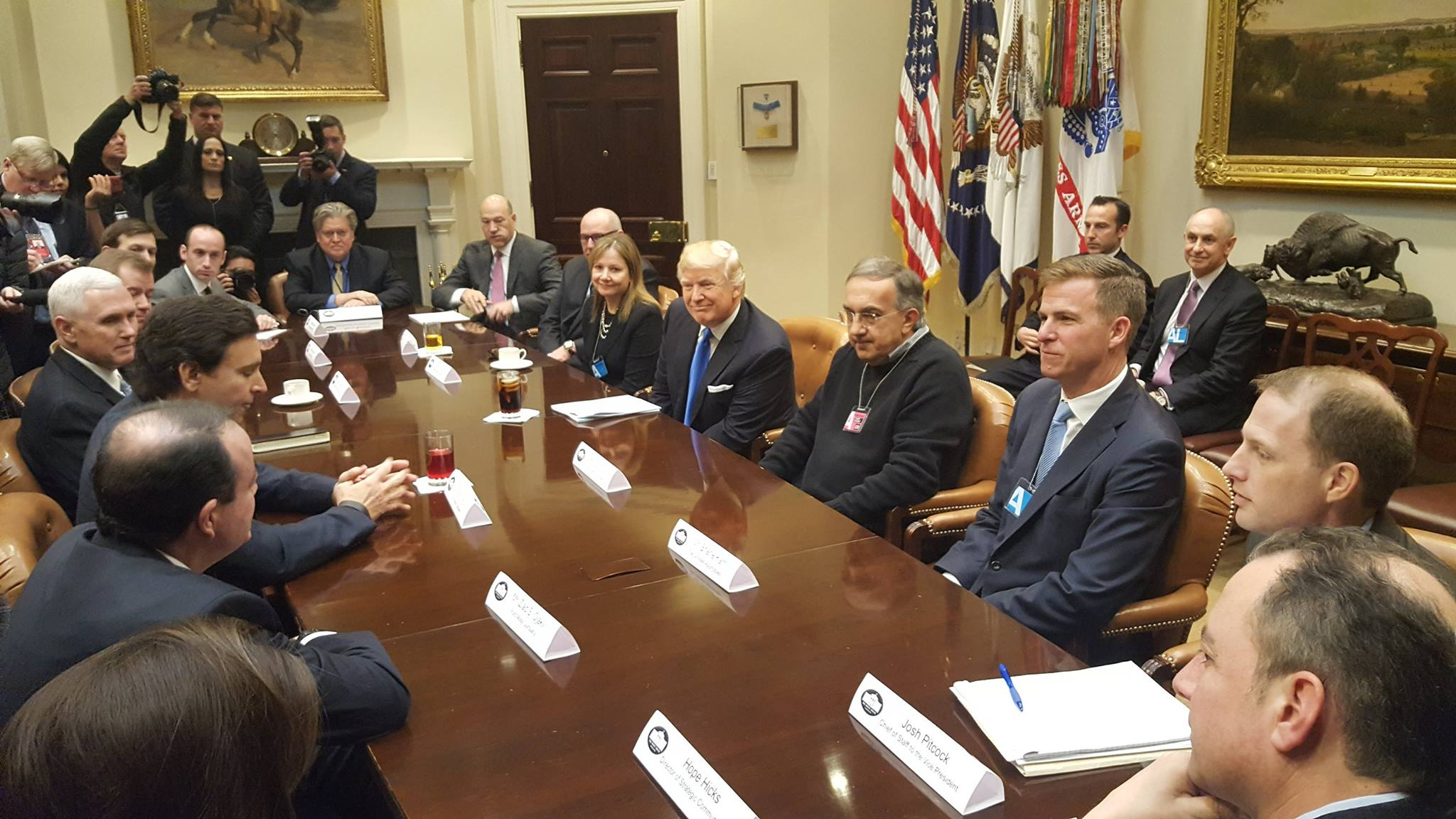
Trump e Pence em reunião com líderes da indústria automobilística, janeiro de 2017.

Uma de suas primeiras medidas administrativas foi suspender por tempo indefinido o corte de impostos sobre hipotecas, anteriormente anunciadas pelo Departamento de Habitação e Desenvolvimento Urbano do Governo Obama. Segundo o governo anterior, o corte nas taxas teria como beneficiários os cidadãos de menor crédito.
Durante seu primeiro ano como presidente, ou seja, entre janeiro e dezembro de 2017, Trump mostrou que sua política econômica também teria traços liberais ao excluir metade (45.000) das páginas contidas no Código de Regulamentações americanas. Mais de 1 500 regulamentos importantes foram abolidos, incluindo muitos na área ambiental.
Em fevereiro de 2018, Trump divulgou um grande plano de infraestrutura federal com custos de aproximadamente US$ 1,5 trilhão de dólares, mas ele deixou que o Congresso resolva alguns detalhes do plano, incluindo como arcar com o plano sem inchar o orçamento federal, devido a falta de consenso entre congressistas sobre o plano, ele ficou estagnado e o Congresso nunca o aprovou.
Apesar de uma promessa de campanha de eliminar a dívida pública nacional em oito anos, Trump aprovou grandes aumentos nos gastos do governo e cortou significativamente impostos, em 2017, para empresas e para a camada mais rica da sociedade americana. Como resultado, o déficit orçamentário federal aumentou em quase 50%, para quase US$ 1 trilhão de dólares em 2019. No governo Trump, a dívida governamental estadunidense cresceu cerca de 39%, chegando a US$ 27,75 trilhões quando ele deixou a presidência; a relação dívida/PIB dos Estados Unidos também atingiu o maior patamar pós-Segunda Guerra Mundial. Trump também não conseguiu entregar o plano de gastos de infraestrutura de US$ 1 trilhão que ele havia feito durante a campanha de 2016.
Em 2020, muito devido a Pandemia de COVID-19, a economia dos Estados Unidos entrou em recessão novamente.

#### Desemprego
Em outubro de 2017, menos de um ano após a posse de Donald Trump, a criação líquida de postos de trabalho saltou a 261 mil, logo, o índice de desemprego no país caiu a 4,1%, este foi o melhor resultado para o país desde dezembro do ano 2002.
Em maio de 2018, a taxa de desemprego caiu a 3,8%, foi o nível mais baixo da história do país desde o ano 2000. Em setembro de 2018, mês no qual foram criados 134 mil novos postos de trabalho, o índice de desemprego nacional continuou a cair e chegou a 3,7% no mês de setembro, esse foi o nível mais baixo de desemprego desde 1969, ou seja, o índice de desemprego mais baixo em quase 50 anos.
Em abril de 2019, o índice de desemprego caiu a 3,6%, novamente alcançando o menor nível desde dezembro de 1969, o relatório do Departamento de Trabalho divulgado no dia 3 de maio indicou que o país criou 263 mil postos de trabalho em abril, um patamar acima das previsões de analistas. A expectativa dos analistas era que "apenas" 217 mil novos postos de trabalho seriam criados. Contudo, Trump se tornou o único presidente moderno dos Estados Unidos a deixar o cargo com uma força de trabalho menor, por três milhões, do que quando assumiu o cargo.
Em março de 2020, com uma recessão económica a começar por causa do surto de coronavírus de 2020, o número de pessoas a requisitar subsídio de desemprego foi 3,3 milhões na semana de 15-21 de março, 5 vezes mais alto do que o recorde anterior, de perto de 600 mil. Na semana seguinte, esse número dulpicou para 6,6 milhões, descendo na semana a seguir para 6,5 milhões na semana anterior a 4 de abril, e para 5,2 milhões na semana seguinte. Economistas admitem que, por causa desta pandemia e da crise económica, a taxa de desemprego nos EUA possa atingir valores próximos dos 30%. Isto seria algo nunca visto na história dos Estados Unidos, sendo a anterior taxa de desemprego mais alta 24,9%, durante a Grande Depressão.

#### Reforma tributária
Também em setembro de 2017, o governo Trump propôs uma reforma tributária, que após sancionada se tornou a Lei de Cortes de Impostos e Ato de Empregos de 2017. A então proposta era eliminar o imposto mínimo alternativo, reduzir a alíquota do imposto corporativo de 35% para 20% (número depois aumentado para 21%) e eliminar o imposto sobre imóveis. A reforma também simplifica o pagamento de impostos de pessoas físicas, reduzindo as faixas de cobrança de sete para quatro: 12%, 25%, 35% e 39,6%. A mudança é prevista para ocorrer de maneira gradual e será maior para quem está entre os 95% e 99% com maior renda no país (3,1 pontos percentuais). Tendo um corte de até US$ 1,5 trilhão de dólares em impostos, essa foi a maior reforma tributária nos Estados Unidos desde 1986.
De acordo com o The New York Times, a reforma resultaria em um "grande lucro" para os mais ricos, mas não beneficiaria os que estão no terço inferior da distribuição de renda no país. O Centro de Políticas Fiscais (think thank apartidário) estimou que os 0,1% e 1% mais ricos do país seriam os mais beneficiados em termos de valores brutos em dólares e percentuais do plano fiscal, ganhando 10,2% e 8,5% mais receita após a reforma, respectivamente. As famílias de classe média ganhariam, em média, 1,2% a mais depois da reforma, mas 13,5% dessas famílias veriam sua carga tributária aumentar e a quinta parte mais pobre dos americanos ganharia 0,5% a mais (os dados se referem ao que aconteceria depois do fim da mudança gradual, ou seja, a reforma estaria plenamente implementada em todo país). O secretário do Tesouro, Steven Mnuchin, argumentou que cortes do imposto de renda corporativo beneficiarão mais os trabalhadores; no entanto, o Comitê Conjunto de Assuntos Tributários e o Escritório de Orçamento do Congresso refutaram essa afirmação e estimaram que os proprietários de grande capital se beneficiarão muito mais do que os trabalhadores. Uma estimativa preliminar feita pelo Comitê de Orçamento Federal concluiu que a reforma tributária acrescentaria mais de US$ 2 trilhões de dólares na próxima década à dívida governamental, enquanto o Centro de Políticas Fiscais estimou que esse valor na verdade seria ainda maior, chegando a US$ 2,4 trilhões de dólares em uma década.

### Legislação trabalhista
No fim de março de 2017, Trump assinou uma lei que derruba regulações implementadas durante o governo do ex-presidente Obama. Duas dessas leis revertem regras na forma como os estados avaliam o desempenho escolar e os programas de preparação dos professores. Para Trump, os educadores locais, os pais e os políticos estaduais sabem mais sobre o que os alunos precisam. Outra lei assinada por Trump elimina a chamada "regra de listas negras", a qual exige que os contratantes relatem supostas violações da legislação trabalhista para licitar contratos federais. Com essa lei, o presidente afirmou que espera salvar "um monte" de empregos.
Em setembro de 2017, o Departamento de Trabalho dos EUA anunciou que não defenderia em tribunais trabalhistas uma lei do governo de Obama que estenderia as horas extras para 4 milhões de trabalhadores.

### Educação

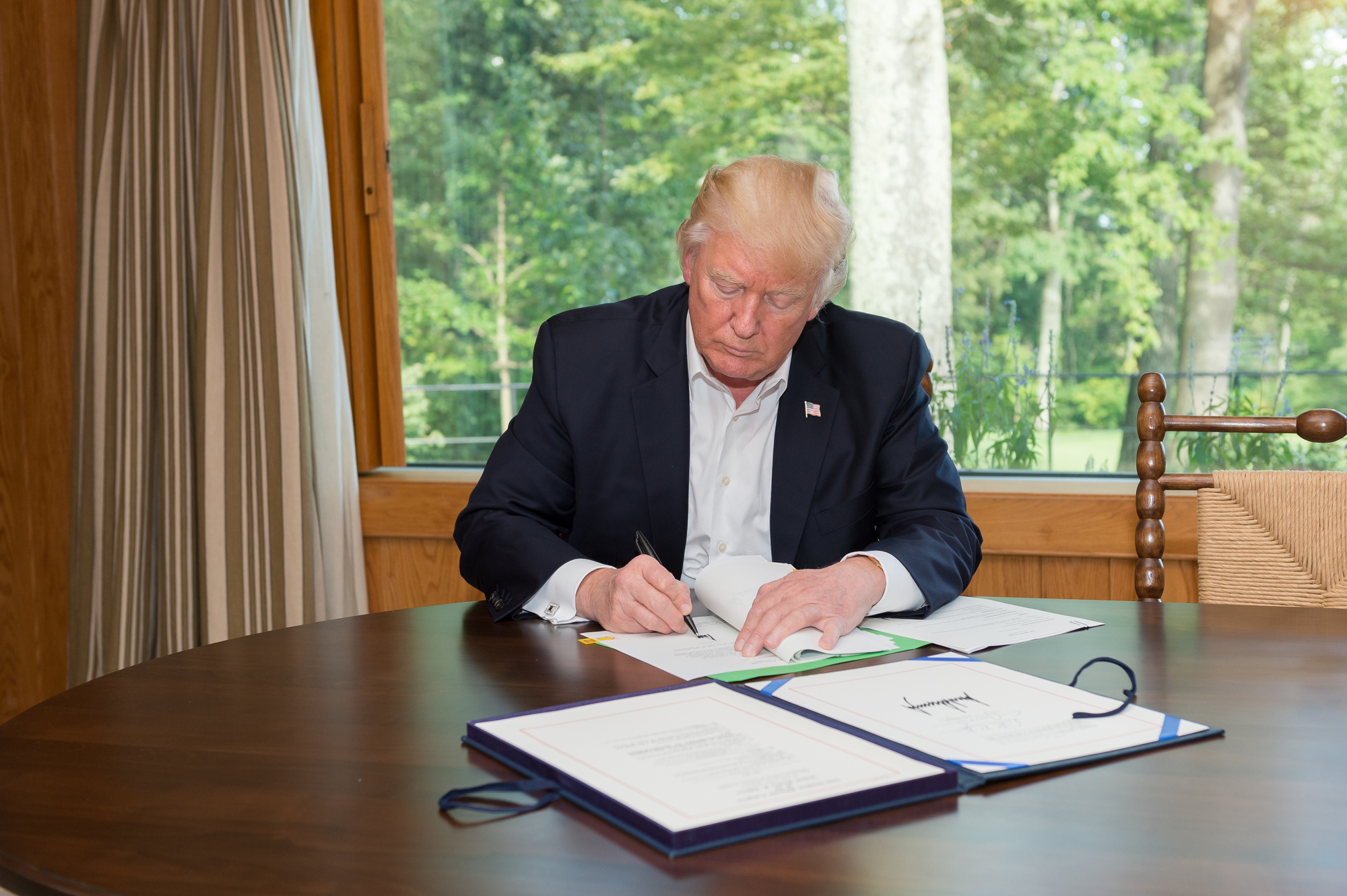
Trump trabalhando em Camp David.

Em março de 2017, Trump revogou um memorando aprovado pela Administração Obama, que provia proteções à população em inadimplência nos empréstimos estudantis.
Em setembro de 2017, o Departamento de Educação anunciou o cancelamento de acordos com o Escritório de Proteção Financeira do Consumidor (CFPB) sobre políticas de financiamento estudantil. Segundo o Departamento, a agência havia ultrapassado sua jurisdição ao tratar fraudes de financiamento estudantil por si mesma, sem direcionar o caso à Casa Branca. Em resposta, o CFPB posicionou-se como "surpreso e desapontado" com a decisão, além de reafirmar que não havia ultrapassado jurisdição federal.
Em setembro, Trump anunciou a reforma de uma orientação do governo Obama que instruía escolas e universidades a combater assédio e violência sexual. O projeto já vinha sofrendo críticas pela Secretária de Educação Betsy DeVos, que considerava-o sabotador dos direitos dos acusados deste tipo de crime.

### Meio Ambiente
Enquanto presidente eleito, Trump buscou formas práticas de retirar os Estados Unidos do Acordo de Paris, firmado por mais de 200 nações em 2015 com finalidade de reduzir significantemente as emissões de gases estufa.
Nos primeiros dias de sua presidência, Trump orientou a Agência de Proteção Ambiental (EPA) "a remover a página sobre mudanças climáticas, que contém ligações para pesquisas científicas globais, bem como informação detalhada sobre emissões". Já prevendo o notável desinteresse do novo governo pela pauta de meio ambiente, cientistas ligados à agência haviam compilado tal material digital mesmo antes da posse de Trump. Além disto, colaboraram com a Internet Archive para preservação de documentos federais considerados de alto valor histórico e científico.
Após compartilhar publicações comparando a multidão nas posses de Obama em 2009 e de Trump em 2017, o Serviço Nacional de Parques também foi instruído a reduzir o uso do Twitter, no que a agência posteriormente chamou de "medida preventiva contra ataques cibernéticos". Além disto, em 24 de janeiro, a Casa Branca determinou uma suspensão temporária da EPA em serviços contratuais. A equipe de transição presidencial esclareceu que a medida tinha como objetivo garantir que as declarações refletiriam as prioridades da administração. Em 3 de fevereiro, os serviços de contratações e garantias da EPA foram normalizados pelo governo. Entretanto, em maio a administração de Trump pôs fim ao programa de monitoramento de dióxido de carbono e metano remotamente da NASA, o CMS.
Um estudo de 2018 feito pelo American Journal of Public Health apurou que durante os primeiros seis meses do governo de Donald Trump, a EPA adotou uma atitude pró-corporativa, algo diferente do que acontecia em governos anteriores, de acordo com a revista é evidenciada essa atitude ao ver que a EPA "afastou-se do interesse público e explicitamente favoreceu os interesses das indústrias regulamentadas ".

### Energia
O "America First Energy Plan", em tradução literal "Plano de Primeira Energia da América", do governo Trump não mencionava o uso de energias renováveis e, em vez disso, concentrou-se em combustíveis fósseis. Trump promulgou tarifas de 30% sobre os painéis solares importados. A indústria de energia solar americana é altamente dependente de peças estrangeiras (80% das peças são feitas no exterior); Como resultado, as grandes tarifas poderiam elevar os custos da energia solar, reduzir a inovação e reduzir os empregos na indústria - que em 2017 empregou quase quatro vezes mais trabalhadores americanos do que a indústria do carvão.
Em fevereiro de 2017, Trump revogou uma regra que tinha o objetivo de evitar a corrupção, essa exigia que as empresas de petróleo, gás e mineração divulgassem quanto pagavam a governos estrangeiros, além disso, retirou os Estados Unidos da Iniciativa de Transparência das Indústrias Extrativas, que exigia a divulgação de pagamentos por empresas de petróleo, gás e mineração aos governos de cada respectivo país.

### Covid-19

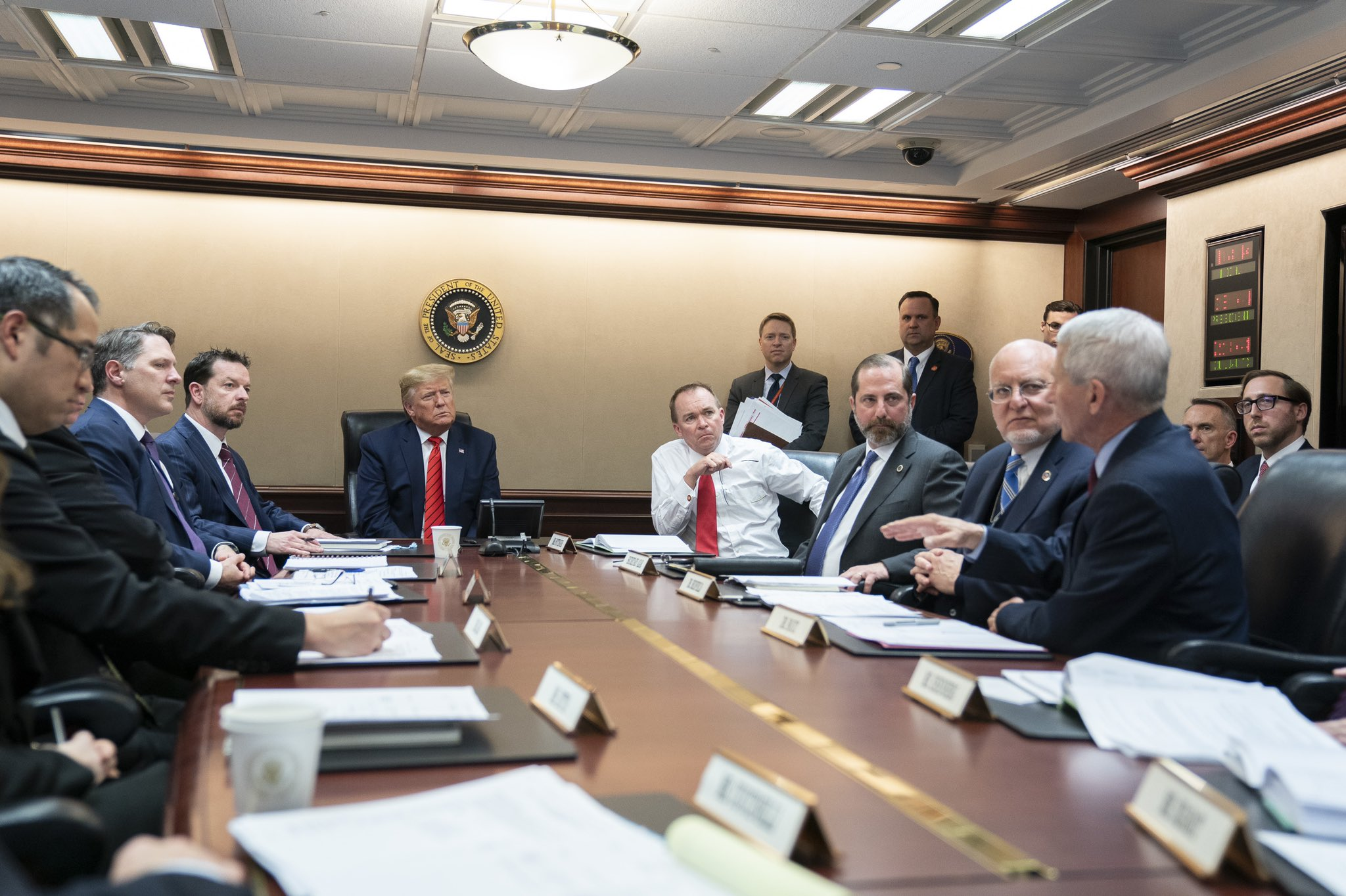
Trump e sua equipe de resposta ao coronavírus na Sala de crise da Casa Branca.

Em 2018, antes da pandemia de COVID-19, o governo Trump reorganizou a unidade de Segurança Global de Saúde e Biodefesa do Conselho de Segurança Nacional, ao fundi-lo com outras unidades relacionadas. Dois meses antes do vírus ser identificado em Wuhan, na China, Trump havia cortado mais de US$ 200 milhões de fundos de pesquisa para doenças que vinham de animais. Ao longo de sua presidência, ele também propôs cortes orçamentários para a saúde global. A administração Trump ignorou planos detalhados sobre como produzir em massa máscaras de proteção respiratória sob um programa que havia sido lançado pelo governo Obama para aliviar a falta de máscaras para uma futura pandemia.
Nos primeiros meses da pandemia, em 2020, Trump e seu governo menosprezam os riscos do vírus e minimizam a ameaça que ele impõe a população dos Estados Unidos, com o presidente dando muitas declarações públicas otimistas. Ele acusou democratas e a mídia de exagerarem a gravidade da situação, descrevendo as críticas da oposição à resposta de seu governo como uma "farsa". Em março de 2020, no entanto, Trump adotou um tom mais sóbrio sobre o assunto, reconhecendo pela primeira vez que o coronavírus "não estava sob controle". Embora o CDC recomendasse que as pessoas usem máscaras em público e distanciamento social para combater a espalhada do vírus, Trump se recusa a acatar várias medidas, inclusive não usando máscaras. De fato, em vários momentos, Trump desencorajou seus apoiadores a desafiar ordens de restrição em estados controlados por Democratas, enquanto elogiava governadores Republicanos que violavam as recomendações sanitárias a própria Casa Branca recomendava.
Trump montou então uma Força Tarefa pare enfrentar o coronavírus. Esse grupo seria liderado pelo vice-presidente Mike Pence e pelo genro de Trump, Jared Kushner. Em 11 de março, Trump anunciou que baniria as viagens aéreas entre os Estados Unidos e a Europa. O anúncio causou caos nos aeroportos europeus e americanos, à medida que americanos no exterior lutavam para conseguir voos de volta aos EUA. O governo mais tarde teve que esclarecer que a proibição de viagens se aplica a estrangeiros vindos da Europa Ocidental. Em janeiro, os Estados Unidos haviam barrado os voos vindos da China. Em 13 de março, Trump anunciou que ele estava declarando a pandemia de COVID-19 nos Estados Unidos como uma emergência nacional, com o número de casos crescendo.
O governo Trump foi acusado de lentidão no combate ao coronavírus, retardando em adotar medidas para impedir que o vírus se espalhasse e não adotando uma política nacional de rastreio e testes. A ABC News descreveu o processo de testes nos Estados Unidos como "chocantemente lento". Uma investigação feita pelo The New York Times concluiu que "falhas técnicas, obstáculos regulamentares, burocracias e falta de liderança em vários níveis" contribuíram para as falhas de teste. Já um estudo feito pela Associated Press descobriu que o governo só começou a encomendar equipamentos de saúde, como máscaras N95 e respiradores, em meados de março, disperdiçando meses.

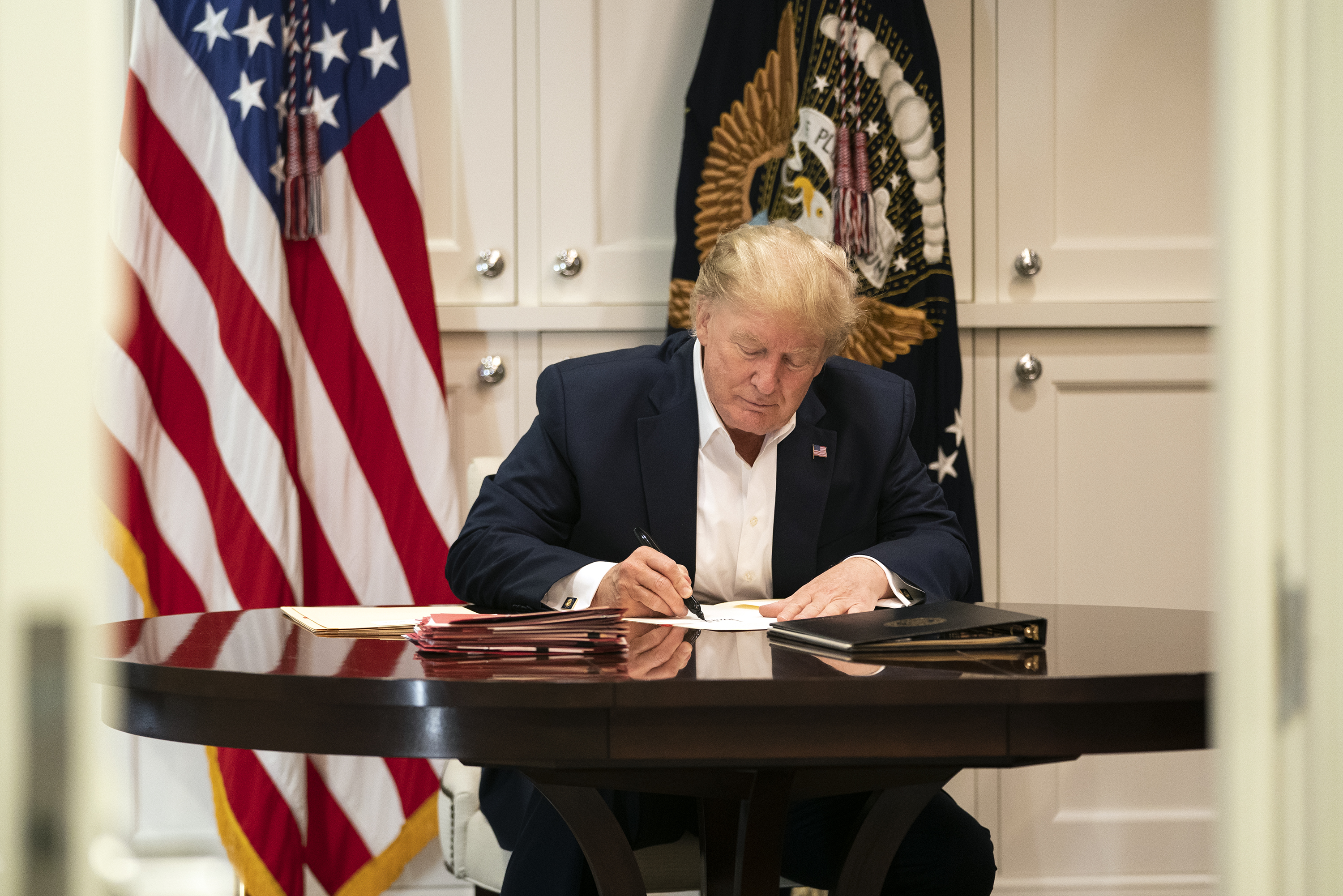
Trump, trabalhando após ser diagnosticado com Covid, no Hospital Militar Nacional de Walter Reed.

Em maio 2020, cinco meses após a declaração de pandemia de Covid em escala mundial, Trump anunicou que os Estados Unidos estava se retirando da Organização Mundial da Saúde (OMS). Em julho de 2020, o Secretário de Estado de Trump, Mike Pompeo, notificou formalmente a decisão da ONU dos EUA de se retirar da OMS, que se formalizaria em julho de 2021. Posteriormente, Biden reverteria essa decisão no seu primeiro dia no cargo de presidente.
Em maio de 2020, Trump aprovou um orçamento de US$ 10 bilhões de dólares (liberados pelo Congresso) para a Operação Warp Speed ("Velocidade de Dobra"), com o objetivo de acelerar a pesquisa e desenvolvimento, e posteriormente produção, de vacinas contra o Covid-19.
O governo Trump acabou deixando praticamente nenhum plano de distribuição de vacinas, a nível nacional, para o governo Biden, que o sucedeu na presidência. No último trimestre de 2020, Trump pressionou o Congresso para não fornecer financiamento adicional aos estados para o lançamento de vacinas, dificultando assim os esforços futuros de vacinação.

## Política externa
A política externa do governo de Donald Trump foi marcada por sua imprevisibilidade e renúncia a compromissos internacionais anteriores, reversão de convenções diplomáticas, abraçamento de brinkmanship político e econômico com a maioria das nações adversárias e relações tensas com aliados tradicionais. A política "America First" de Trump incluía uma visão nacionalista e priorizava relações bilaterais a acordos multilaterais. Como presidente, Trump descrevia a si mesmo como um "nacionalista", se apoiando em visões isolacionistas, não-intervencionista e protecionista; ele frequentemente elogiava líderes e governos populistas, neo-nacionalistas, iliberais e autoritaristas, ao mesmo tempo que antagonizava outros, já que diplomatas do governo continuavam nominalmente a buscar ideais pró-democracia no exterior.

### Ásia e Oceania
Austrália
Em fevereiro de 2017, Trump realizou sua primeira ligação presidencial ao Primeiro-ministro australiano Malcolm Turnbull, que conversou com ele por cerca de 25 minutos. Durante a ligação, Trump discordou de Turnbull a respeito de um acordo firmado durante a presidência de Barack Obama. O acordo previa uma reavaliação da entrada de aproximadamente 1.250 refugiados nos Estados Unidos. Em 2 de fevereiro, Trump classificou o acordo como "um negócio de tolos" através de sua conta no Twitter. Posteriormente, durante uma visita ao país, o Vice-presidente Mike Pence afirmou que seu governo iria "respeitar" o acordo. Em 4 de maio, Trump e Turnbull reuniram-se a bordo do USS Intrepid durante o 75º aniversário da Batalha do Mar de Coral.
China

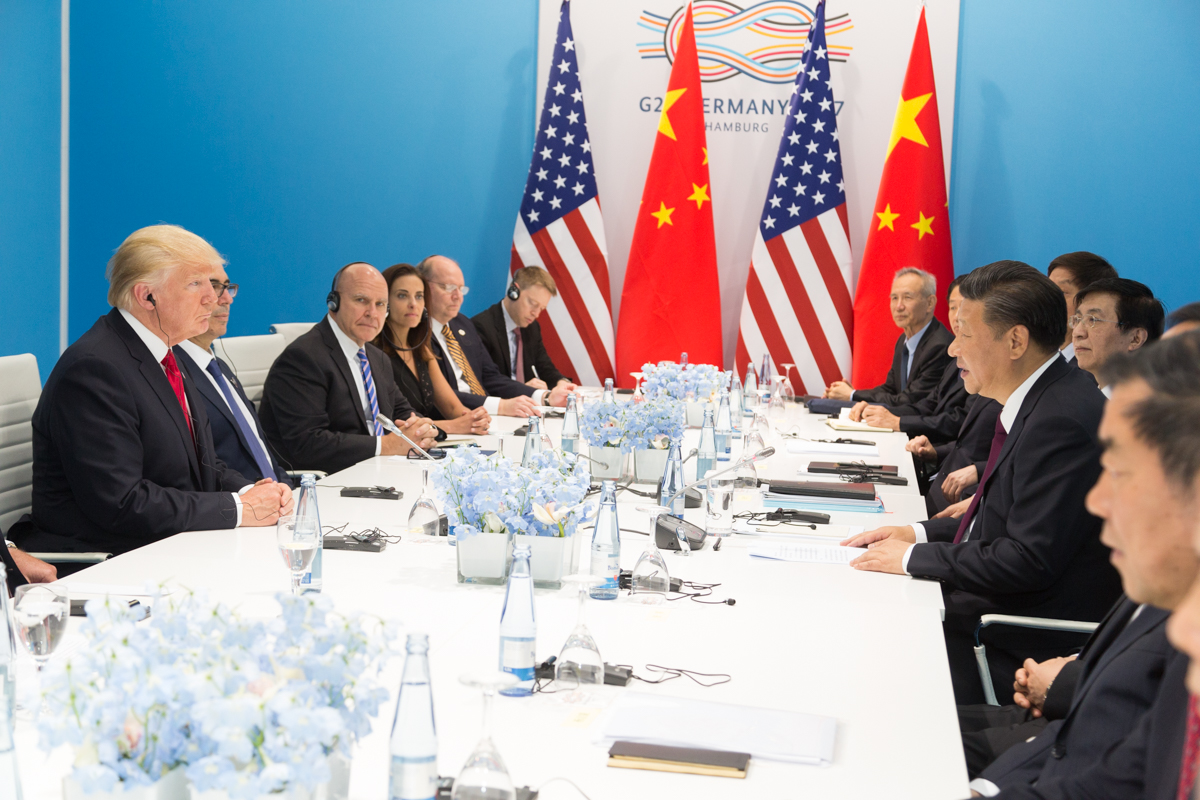
Reunião bilateral entre Trump e Xi Jinping durante a Cúpula do G20 em Hamburgo, 2017.

Durante o período transicional, Trump tornou-se o primeiro presidente-eleito de seu país a comunicar-se com a Presidência de Taiwan desde 1979. A ligação telefônica para a Presidente Tsai Ing-wen levantou dúvidas de analistas se Trump seguiria observando a Política de Uma China ou respeitaria o Estatuto de Taiwan.
No fim de janeiro de 2017, o governo chinês moveu seus mísseis nucleares de longo alcance para a fronteira com a Rússia, de onde poderiam alcançar o território estadunidense. Segundo o jornal britânico The Independent, a medida teria sido uma "aparente resposta à 'agressão' de Donald Trump".
Em 14 de agosto, Trump incumbiu o Representante de Comércio Robert Lighthizer de investigar se a China estaria furtando tecnologia e propriedade intelectual dos Estados Unidos. A investigação contemplaria as práticas chinesas de forçar companhias estadunidense a divulgar informações de propriedade intelectual antes de instalaram-se em território chinês. Em resposta, o Ministério do Exterior da República Popular da China sugeriu a possibilidade de uma "guerra comercial" caso o governo estadunidense desse seguimento às acusações.
Coreia do Norte

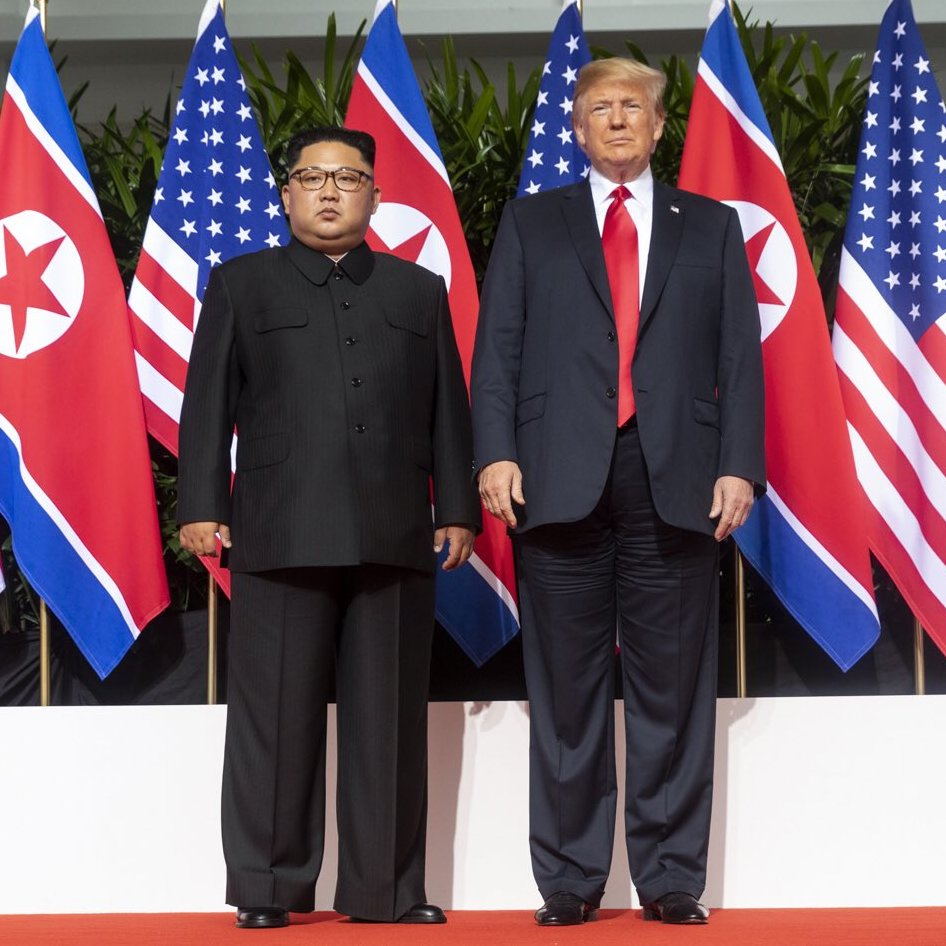
Trump e o líder da Coreia do Norte, Kim Jong-un.

A Coreia do Norte inaugurou seus teste nucleares em 2006, consequentemente fragilizando as relações diplomáticas com os Estados Unidos. Pouco após a posse de Trump, o governo norte-coreano lançou cinco mísseis balísticos na direção do Japão, afirmando que se tratavam de testes contra bases militares norte-americanas no país vizinho. Como resposta, os Estados Unidos iniciaram a implantação de uma sistema defensivo na Coreia do Sul. Durante a campanha e os primeiros dias de sua presidência, Trump conclamou Pequim a "controlar" as ações de sua aliada Coreia do Norte. Em abril de 2017, Trump afirmou que "se a China não resolver a Coreia do Norte, nós iremos."
Em julho de 2017, a Coreia do Norte testou dois mísseis nucleares de longo alcance, identificados por analistas ocidentais como mísseis capazes de alcançar o Havaí, Alasca e parte da Costa Oeste norte-americana. No mês seguinte, Trump elevou seu discurso contra Pyongyang ao dizer que maiores provocações contra os Estados Unidos seriam respondidas com "fogo e fúria como o mundo jamais viu." Em resposta, o líder coreano Kim Jong-un ameaçou direcionar os próximas testes contra Guam. Trump respondeu dizendo que tais medidas teriam consequências devastadoras para o país asiático.
Em 13 de junho, o Secretário de Estado Rex Tillerson anunciou a libertação do estudante Otto Warmbier, um estudante norte-americano detido por 17 meses na Coreia do Norte. Tillerson também anunciou que o Departamento de Estado havia garantido o retorno de Warmbier ao país sob a autorização de Trump. Posteriormente, a Universidade de Cincinnati classificou sua condição de saúde como de extrema "fraqueza". Warmbier veio a falecer em 19 de junho sem uma causa mortis divulgada pelas autoridades. Representantes da Coreia do Norte afirmaram que o estudante havia entrado em coma após contrair botulismo.

### Europa
Itália
A Itália foi o primeiro país a receber Donald Trump em visita oficial. Em maio de 2017, durante sua primeira viagem ao exterior, Trump teve uma reunião bilateral com o Papa Francisco no Vaticano e, em seguida, reuniu-se com o presidente italiano Sergio Mattarella e o Primeiro-ministro italiano Paolo Gentiloni. Gentiloni já havia visitado os Estados Unidos algumas semanas antes. Durante a viagem, Trump afirmou que a Itália é "um aliado-chave dos Estados Unidos na Europa e no Mediterrâneo e um parceiro estratégico na Guerra ao Terror."
Rússia
Em 14 de novembro, o presidente-eleito Trump conversou por telefone com o Presidente russo Vladimir Putin para discutir futuros esforços na Guerra Civil Síria e maiores cooperações entre as duas nações. Enquanto senadores como John McCain e Marco Rubio levantaram preocupações, os representantes como Dana Rohrabacher defenderam a aproximação entre os líderes.

### Comércio exterior
Durante a campanha de 2016, Trump defendeu uma renegociação de acordos de livre comércio, incluindo o NAFTA - bloco de livre comércio entre Estados Unidos, Canadá e México fundado em 1994. Trump também criticou duramente a Parceria Transpacífico, uma proposta de livre comércio entre diversas nações banhadas pelo Oceano Pacífico. Pouco após assumir o governo, Trump assinou uma ordem executiva retirando o país da parceria estratégica. Em seguida, criou o Conselho Nacional de Comércio com a finalidade de dirigir as ações comerciais do governo. Em abril de 2017, a Casa Branca autorizou uma tarifa sobre a indústria madeireira canadense.